# Laurier (métro de Montréal)
Pour les articles homonymes, voir Laurier.
Laurier est une station sur la ligne orange du métro de Montréal. Elle est nommée en l'honneur du premier ministre canadien Wilfrid Laurier. Elle a deux édicules, un sur l'avenue Laurier et l'autre sur le boulevard Saint-Joseph.

## Lignes de bus
| Numéros | Noms                        | Service          |
| ------- | --------------------------- | ---------------- |
| 14      | Atateken                    | De Jour          |
| 27      | Saint-Joseph                | De Jour          |
| 30      | Saint-Denis/Saint-Hubert    | De Jour          |
| 46      | Casgrain                    | De Jour          |
| 47      | Masson                      | De Jour          |
| 51      | Édouard-Montpetit           | De Jour          |
| 361     | Saint-Denis                 | De Nuit          |
| 427     | Express Saint-Joseph        | Heures de pointe |
| 711     | Parc-du-Mont-Royal/Oratoire | De Jour          |

## Édicules
- Édicule A: 495, rue Gilford
- Édicule B: 475, rue Laurier

L'édicule A comporte quatre sorties: deux vers la rue Saint-Joseph, une vers les rues Berri et Pontiac et la dernière sur la rue Gilford en face de la rue Berri.
L'édicule B comporte deux sorties: Une vers la rue Laurier et l'autre vers la rue Rivard.

## Principales intersections à proximité
- avenue Laurier / rue Rivard
- rue Berri / rue Gilford
- Boulevard Saint-Joseph

## Centres d'intérêt à proximité
- Centre Champagnat (CSDM)
- École Laurier
- École nationale de théâtre
- École supérieure de ballet du Québec
- Plaza Laurier
- Casa del Popolo
- Théâtre du Rideau Vert
- Espace Go
- Conservatoire musique de Montréal
- La Sala Rossa